# Ichneumon clasma
Ichneumon clasma är en stekelart som först beskrevs av Carlson 1979.  Ichneumon clasma ingår i släktet Ichneumon och familjen brokparasitsteklar. Inga underarter finns listade i Catalogue of Life.